# Elección papal de 1264-65
Las elecciones papales de 1264-65 (12 de octubre de 1264–5 de febrero de 1265) se convocaron tras la muerte del papa Urbano IV y finalizaron con la elección de su sucesor, Gui Foucois como papa Clemente IV. 

## Contexto
Los electores se reunieron en Perugia, donde Urbano IV se había refugiado tras ser expulsado de Orvieto. Nunca había estado en Roma como papa, sino que pasó todo su reinado en el exilio. 
Fue la segunda elección consecutiva en la que se eligió a un papa en ausencia; el fenómeno se repetiría en la Elección Papal de 1268-71 y, de nuevo, en el Cónclave de 1292-94. En los dos últimos casos, la persona elegida ni siquiera era cardenal.
Según Salimbene di Adam, el arzobispo de Rávena, Filippo da Pistoia, tenía esperanzas de ser elegido.

## Cardenales
Al fallecer el papa Urbano, había veintiún cardenales. Al menos dos no asistieron a la elección: el cardenal Simón de Brion, legado del rey Felipe III de Francia, y el cardenal Guido Grosso Fulcodi, legado del rey Enrique III. 
El cardenal Simón Paltineri, gobernador de Campania durante el reinado de Urbano IV y posteriormente de Clemente IV, pudo haber asistido o no.